# Els Plans (el Meüll)
Els Plans, és una plana agrícola del terme municipal de Castell de Mur, a l'antic terme de Mur, al Pallars Jussà. Es troba en territori de l'antic poble del Meüll.
És una zona plana apta per al conreu situada en un lloc arrecerat, delimitada a ponent per los Tossalets, a migdia i llevant per la Serra del Castell. És al nord-oest del Meüll i al sud-est del Planell de Sallamana.